# Qami
A Qami (magyarul: Szél) Sevak Khanagyan örmény énekes dala, mellyel Örményországot képviselte a 2018-as Eurovíziós Dalfesztiválon Lisszabonban. A dal 2018. február 25-én, az örmény nemzeti döntőben, a Depi Evrateszilben megszerzett győzelemmel érdemelte ki a dalversenyen való indulás jogát.

## Eurovíziós Dalfesztivál

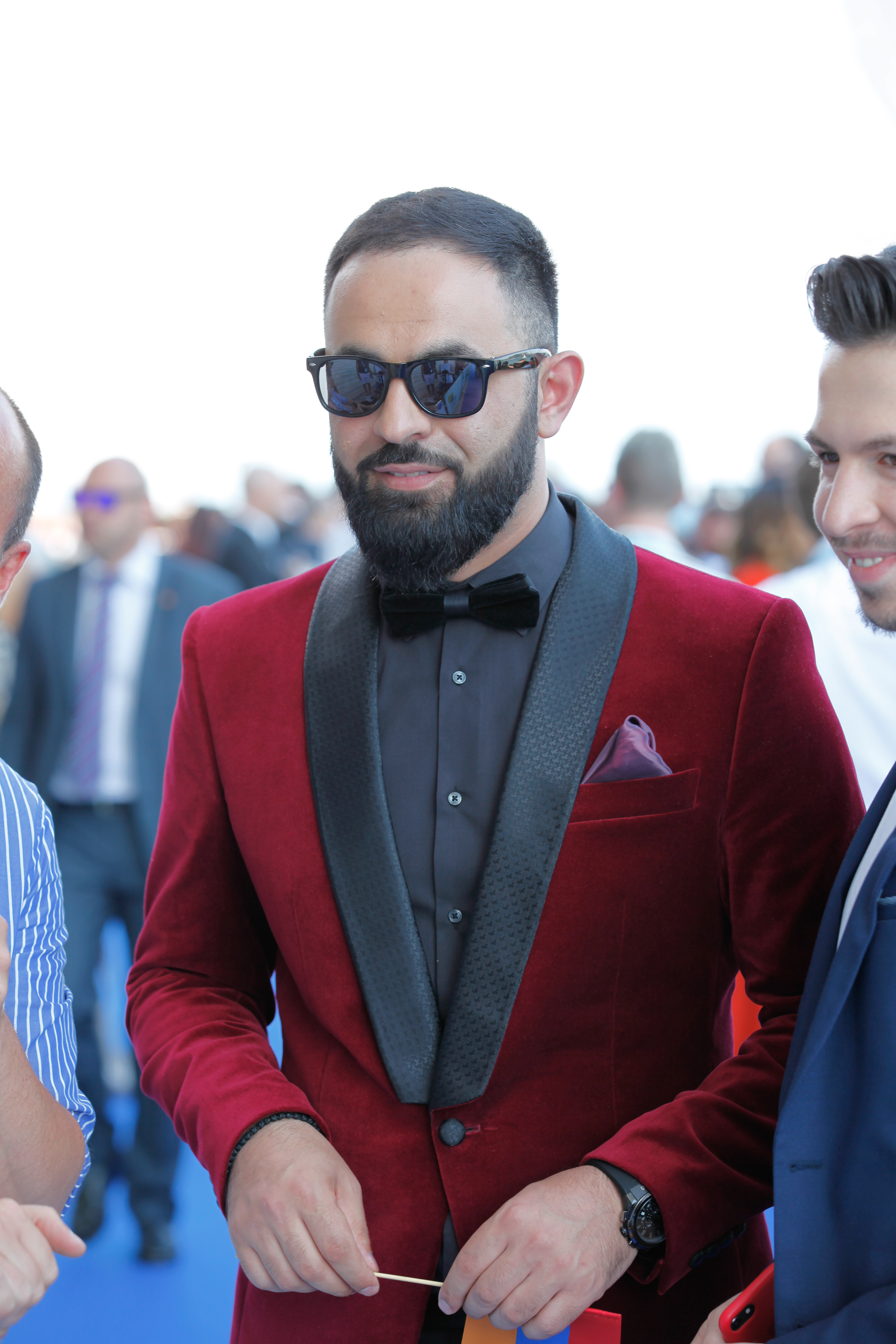
Sevak a dalfesztivál megnyitóján

2017. december 27-én vált hivatalossá, hogy az énekes is résztvevője a Depi Evrateszil mezőnyének. Dalával a február 22-i második elődöntőben versenyzett, ahonnan sikeresen továbbjutott a döntőbe. A február 25-én rendezett döntőben a nemzetközi zsűri és a nézők szavazatai alapján megnyerte a válogatóműsort, így ő képviselhette hazáját az Eurovíziós Dalfesztiválon.
A dalfesztivál előtt Moszkvában, Tel-Avivban, Amszterdamban és Madridban eurovíziós rendezvényeken népszerűsítette versenydalát.
Az Eurovíziós Dalfesztiválon a dalt először a május 8-án rendezett első elődöntőben adta elő fellépési sorrend szerint tizenhatodikként a Finnországot képviselő Saara Aalto Monsters című dala után és a Svájcot képviselő ZiBBZ Stones című dala előtt. Az elődöntőben a nézői szavazatok és a nemzetközi zsűrik pontjai alapján nem került be a dal a május 12-én megrendezésre került döntőbe. Összesítésben 79 ponttal a tizenötödik helyen végzett.
A következő örmény induló Srbuk Walking Out című dala volt a 2019-es Eurovíziós Dalfesztiválon.

### Kapott pontok
Első elődöntő
| Szavazat | Össz | Szavazó országok | Szavazó országok | Szavazó országok | Szavazó országok | Szavazó országok | Szavazó országok | Szavazó országok | Szavazó országok | Szavazó országok | Szavazó országok | Szavazó országok | Szavazó országok | Szavazó országok | Szavazó országok | Szavazó országok | Szavazó országok | Szavazó országok | Szavazó országok | Szavazó országok | Szavazó országok | Szavazó országok   |
| Szavazat | Össz | Azerbajdzsán     | Izland           | Albánia          | Belgium          | Csehország       | Litvánia         | Izrael           | Fehéroroszország | Észtország       | Bulgária         | Macedónia        | Horvátország     | Ausztria         | Görögország      | Finnország       | Svájc            | Írország         | Ciprus           | Portugália       | Spanyolország    | Egyesült Királyság |
| -------- | ---- | ---------------- | ---------------- | ---------------- | ---------------- | ---------------- | ---------------- | ---------------- | ---------------- | ---------------- | ---------------- | ---------------- | ---------------- | ---------------- | ---------------- | ---------------- | ---------------- | ---------------- | ---------------- | ---------------- | ---------------- | ------------------ |
| Nézők    | 41   |                  |                  |                  | 6                | 8                |                  |                  | 12               |                  | 6                |                  |                  |                  | 5                |                  |                  |                  | 4                |                  |                  |                    |
| Zsűri    | 38   |                  |                  |                  | 6                | 2                |                  | 5                | 4                |                  | 2                |                  |                  | 10               |                  | 3                |                  |                  |                  | 4                |                  | 2                  |

## Dalszöveg
| Քամի, քամի (Qami, qami) Այդ ո՞ւր ես տարել տաք իմ հուշերը, (Ayd vo՞wr yes tarel tak’ im hushery) Քամի, քամի (Qami, qami) Դու տո՛ւր ինձ թևեր, որ հետևեմ քեզ (Du to՛wr indz t’ever, vor hetevem k’ez) Քամի (Qami) – A dal refrénje | Szél, szél Hová vitted az emlékeim? Szél, szél Szárnyakat adsz, hogy kövesselek Szél – A dal refrénje magyarul |